# Planamarengo bimaculata
Espèce
Synonymes
- Copocrossa bimaculata Peckham & Peckham, 1903

Planamarengo bimaculata est une espèce d'araignées aranéomorphes de la famille des Salticidae.

## Distribution
Cette espèce vit en Afrique du Sud et au Zimbabwe.

## Description
Le mâle subadulte syntype mesure 4,5 mm.
La carapace des mâles mesure de 1,6 à 1,7 mm de long sur de 1,0 à 1,1 mm et l'abdomen de 2,0 à 2,2 mm de long sur de 0,7 à 0,8 mm et la carapace des femelles mesure de 1,8 à 2,0 mm de long sur de 1,0 à 1,1 mm et l'abdomen de 2,4 à 2,9 mm de long sur de 1,2 à 1,3 mm.

## Systématique et taxinomie
Cette espèce a été décrite sous le protonyme Copocrossa bimaculata par Peckham et Peckham en 1903. Elle est placée dans le genre Afromarengo par Wesołowska et Haddad en 2013. puis dans le genre Planamarengo par Azarkina et Haddad en 2020.

## Publication originale
- Peckham & Peckham, 1903 : « New species of the family Attidae from South Africa, with notes on the distribution of the genera found in the Ethiopian region. » Transactions of the Wisconsin Academy of Sciences, Arts, and Letters, vol. 14, p. 173-278 (texte intégral).